# Алекса-Шантич
Алекса-Шантич (серб. Алекса Шантић) — село в Сербії, належить до общини Сомбор Західно-Бацького округу в багатоетнічному, автономному краю Воєводина.

## Населення

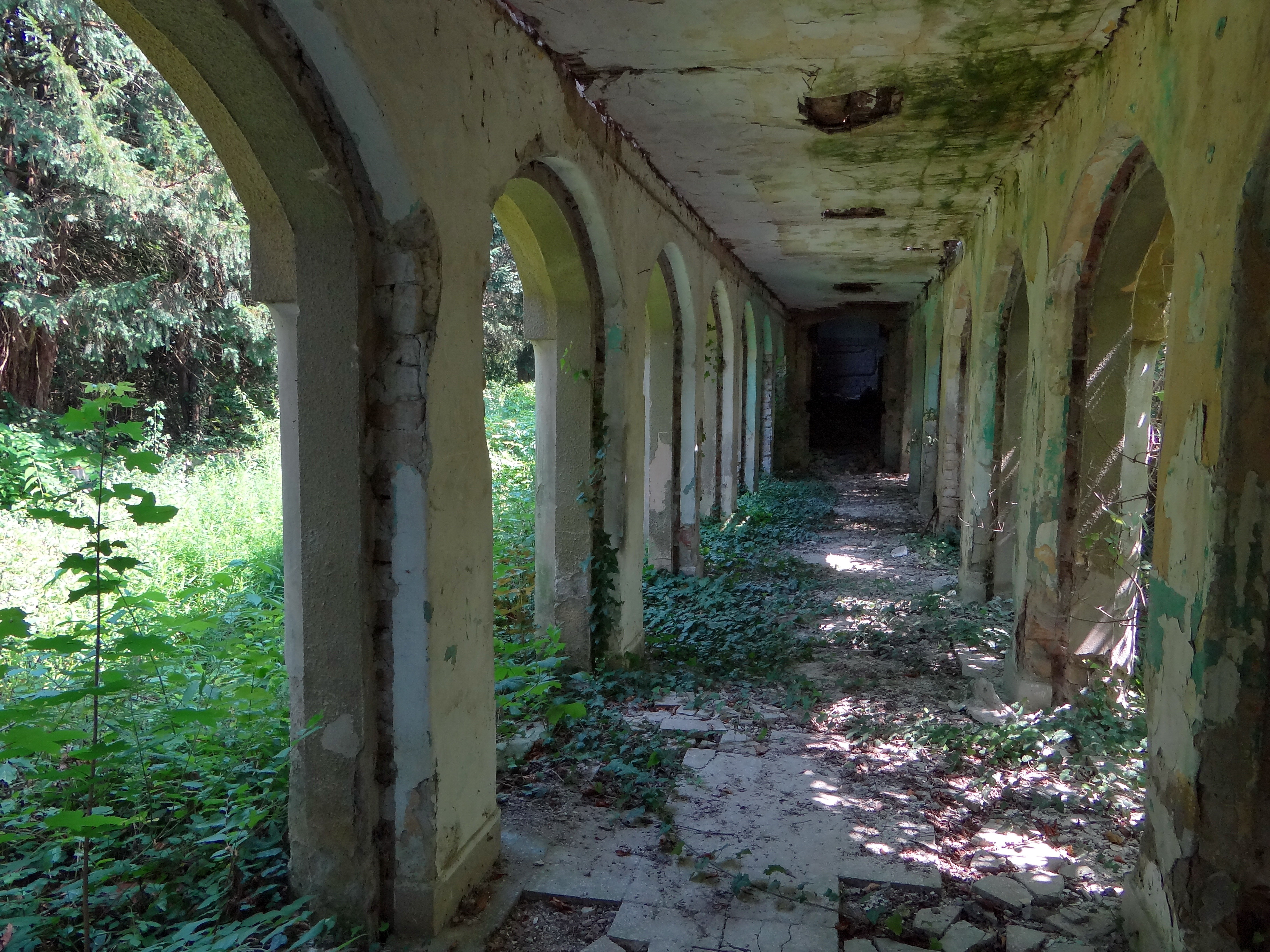
Замок Фернбаха

Населення села становить 1771 осіб (2002, перепис), з них:
- серби — 1630 — 75,04%;
- хорвати — 129 — 5,93%;
- мадяри — 124 — 5,70%;
- бунєвці — 78 — 3,59%;
- югослави — 65 — 2,99%;

Решта жителів  — з десяток різних етносів, зокрема: македонці, роми, болгари, німці і навіть кілька русинів-українців.